# Championnat international de Formule 3000 1990
Navigation
Édition précédente Édition suivante
Le championnat international de F3000 1990 a été remporté par le Français Érik Comas, sur une Lola-Mugen de l'écurie DAMS. 

## Règlement sportif
- L'attribution des points s'effectue selon le barème 9,6,4,3,2,1 (comme en Formule 1 à la même période).

## Courses de la saison 1990
| Date         | Lieu           | Vainqueur         | Nationalité | Voiture          | Écurie |
| 22 avril     | Donington      | Érik Comas        | France      | Lola-Mugen       | DAMS   |
| 19 mai       | Silverstone    | Allan McNish      | Royaume-Uni | Lola-Mugen       | DAMS   |
| 4 juin       | Pau            | Eric van de Poele | Belgique    | Reynard-Cosworth | GA     |
| 17 juin      | Jerez          | Érik Comas        | France      | Lola-Mugen       | DAMS   |
| 24 juin      | Monza          | Érik Comas        | France      | Lola-Mugen       | DAMS   |
| 22 juillet   | Enna-Pergusa   | Gianni Morbidelli | Italie      | Lola-Cosworth    | Forti  |
| 28 juillet   | Hockenheimring | Eddie Irvine      | Royaume-Uni | Reynard-Mugen    | Jordan |
| 19 août      | Brands Hatch   | Allan McNish      | Royaume-Uni | Lola-Mugen       | DAMS   |
| 27 août      | Birmingham     | Eric van de Poele | Belgique    | Reynard-Cosworth | GA     |
| 23 septembre | Le Mans        | Érik Comas        | France      | Lola-Mugen       | DAMS   |
| 7 octobre    | Nogaro         | Eric van de Poele | Belgique    | Reynard-Cosworth | GA     |

## Classement des pilotes
| Classement | Pilote                | Pays        | Voiture          | Écurie       | Nombre de points |
| ---------- | --------------------- | ----------- | ---------------- | ------------ | ---------------- |
| 1er        | Érik Comas            | France      | Lola-Mugen       | DAMS         | 51               |
| 2e         | Eric van de Poele     | Belgique    | Reynard-Cosworth | GA           | 30               |
| 3e         | Eddie Irvine          | Royaume-Uni | Reynard-Mugen    | Jordan       | 27               |
| 4e         | Allan McNish          | Royaume-Uni | Lola-Mugen       | DAMS         | 26               |
| 5e         | Gianni Morbidelli     | Italie      | Lola-Cosworth    | Forti        | 20               |
| 6e         | Marco Apicella        | Italie      | Reynard-Mugen    | First        | 20               |
| 7e         | Andrea Chiesa         | Suisse      | Lola-Mugen       | Paul Stewart | 18               |
| 8e         | Andrea Montermini     | Italie      | Reynard-Mugen    | Madgwick     | 13               |
| 9e         | Jean-Marc Gounon      | France      | Reynard-Mugen    | Madgwick     | 11               |
| 10e        | Fabrizio Giovanardi   | Italie      | Reynard-Mugen    | First        | 10               |
| 11e        | Gary Brabham          | Australie   | Lola-Cosworth    | Middlebridge | 8                |
| 12e        | John Jones            | Canada      | Lola-Mugen       | Paul Stewart | 7                |
| 13e        | Damon Hill            | Royaume-Uni | Lola-Cosworth    | Middlebridge | 6                |
| 14e        | Antonio Tamburini     | Italie      | Reynard-Cosworth | Roni         | 6                |
| 15e        | Didier Artzet         | France      | Reynard-Cosworth | Apomatox     | 4                |
| 16e        | Fabrizio Barbazza     | Italie      | March-Cosworth   | Crypton      | 3                |
| 16e        | Pedro Chaves          | Portugal    | Reynard-Cosworth | Madgwick     | 3                |
| 18e        | Heinz-Harald Frentzen | Allemagne   | Reynard-Mugen    | Jordan       | 3                |
| 19e        | Richard Dean          | Royaume-Uni | Reynard-Mugen    | Cobra        | 2                |
| 19e        | Franck Fréon          | France      | Lola-Cosworth    | Galaxy       | 2                |
| 19e        | Karl Wendlinger       | Autriche    | Lola-Cosworth    | RSM Marko    | 2                |
| 22e        | Emanuele Naspetti     | Italie      | Reynard-Mugen    | Jordan       | 1                |
| 22e        | Paul Belmondo         | France      | Reynard-Mugen    | Superpower   | 1                |
| 22e        | Michael Bartels       | Allemagne   | Reynard-Mugen    | Cobra        | 1                |